# Coppa del mondo di mountain bike 2009
La Coppa del mondo di mountain bike 2009 organizzata dall'Unione Ciclistica Internazionale (UCI) e supportata da  Nissan, si disputò su tre discipline: cross country, downhill e four-cross (8 tappe ciascuno).

## Cross country
| Data              | Luogo             | Vincitore            | Vincitrice        |
| ----------------- | ----------------- | -------------------- | ----------------- |
| 11 aprile         | Pietermaritzburg  | José Antonio Hermida | Elisabeth Osl     |
| 26 aprile         | Offenburg         | Julien Absalon       | Ren Chengyuan     |
| 3 maggio          | Houffalize        | Julien Absalon       | Marga Fullana     |
| 24 maggio         | Madrid            | Julien Absalon       | Marga Fullana     |
| 26 luglio         | Mont-Sainte-Anne  | Julien Absalon       | Catharine Pendrel |
| 2 agosto          | Bromont           | Geoff Kabush         | Lene Byberg       |
| 13 sett.          | Champéry          | Burry Stander        | Elisabeth Osl     |
| 20 sett.          | Schladming        | José Antonio Hermida | Elisabeth Osl     |
| Classifica finale | Classifica finale | Julien Absalon       | Elisabeth Osl     |

## Downhill
| Data              | Luogo             | Vincitore    | Vincitrice      |
| ----------------- | ----------------- | ------------ | --------------- |
| 12 aprile         | Pietermaritzburg  | Greg Minnaar | Tracy Moseley   |
| 10 maggio         | La Bresse         | Steve Peat   | Sabrina Jonnier |
| 17 maggio         | Vallnord          | Steve Peat   | Sabrina Jonnier |
| 7 giugno          | Fort William      | Greg Minnaar | Sabrina Jonnier |
| 21 giugno         | Maribor           | Fabien Barel | Sabrina Jonnier |
| 25 luglio         | Mont-Sainte-Anne  | Sam Hill     | Sabrina Jonnier |
| 1º agosto         | Bromont           | Greg Minnaar | Sabrina Jonnier |
| 20 sett.          | Schladming        | Sam Hill     | Tracy Moseley   |
| Classifica finale | Classifica finale | Sam Hill     | Sabrina Jonnier |

## Four-cross
| Data              | Luogo             | Vincitore     | Vincitrice        |
| ----------------- | ----------------- | ------------- | ----------------- |
| 11 aprile         | Pietermaritzburg  | Jared Graves  | Anneke Beerten    |
| 2 maggio          | Houffalize        | Jared Graves  | Jill Kintner      |
| 16 maggio         | Vallnord          | Joost Wichman | Fionn Griffiths   |
| 6 giugno          | Fort William      | Jared Graves  | Jill Kintner      |
| 20 giugno         | Maribor           | Joost Wichman | Caroline Buchanan |
| 25 luglio         | Mont-Sainte-Anne  | Jared Graves  | Anneke Beerten    |
| 1º agosto         | Bromont           | Joost Wichman | Fionn Griffiths   |
| 19 sett.          | Schladming        | Jared Graves  | Anneke Beerten    |
| Classifica finale | Classifica finale | Jared Graves  | Anneke Beerten    |